# Хлорид празеодима(III)
Хлорид празеодима(III) — бинарное неорганическое соединение, соль металла празеодима и соляной кислоты с формулой PrCl3, зеленовато-голубые кристаллы, растворимые в воде, образует кристаллогидрат.

## Получение
- Действие хлора на металлический празеодим:

{\displaystyle {\mathsf {2Pr+3Cl_{2}\ {\xrightarrow {300^{o}C}}\ 2PrCl_{3}}}}
- Реакция соляной кислоты с металлическим празеодимом, оксидом, гидроксидом или сульфидом празеодима(III):

{\displaystyle {\mathsf {2Pr+6HCl\ {\xrightarrow {}}\ 2PrCl_{3}+3H_{2}\uparrow }}}
{\displaystyle {\mathsf {Pr_{2}O_{3}+6HCl\ {\xrightarrow {}}\ 2PrCl_{3}+3H_{2}O}}}
{\displaystyle {\mathsf {Pr(OH)_{3}+3HCl\ {\xrightarrow {}}\ PrCl_{3}+3H_{2}O}}}
{\displaystyle {\mathsf {Pr_{2}S_{3}+6HCl\ {\xrightarrow {}}\ 2PrCl_{3}+3H_{2}S\uparrow }}}
- Сплавление оксида празеодима(III) с хлоридом аммония:

{\displaystyle {\mathsf {Pr_{2}O_{3}+6NH_{4}Cl\ {\xrightarrow {300^{o}C}}\ 2PrCl_{3}+6NH_{3}\uparrow +3H_{2}O}}}
- Растворение Pr6O11 в соляной кислоте:

{\displaystyle {\mathsf {Pr_{6}O_{11}+6HCl\ {\xrightarrow {}}\ 2PrCl_{3}+4PrO_{2}\downarrow +3H_{2}O}}}

## Физические свойства
Хлорид празеодима(III) образует зеленовато-голубые кристаллы гексагональной сингонии, пространственная группа P 63/m, параметры ячейки a = 0,7410 нм, c = 0,4250 нм, Z = 2.
Хорошо растворяется в воде, этаноле. Не растворим в диэтиловом эфире и хлороформе.
Образует кристаллогидраты состава PrCl3•7H2O.

## Химические свойства
- При нагревании кристаллогидрат разлагается:

{\displaystyle {\mathsf {PrCl_{3}\cdot 7H_{2}O\ {\xrightarrow {100-350^{o}C}}\ PrOCl+2HCl+5H_{2}O}}}
- Реагирует с щелочами:

{\displaystyle {\mathsf {PrCl_{3}+3NaOH\ {\xrightarrow {}}\ Pr(OH)_{3}+3NaCl}}}
- Вступает в обменные реакции:

{\displaystyle {\mathsf {PrCl_{3}+HF\ {\xrightarrow {}}\ PrF_{3}\downarrow +3HCl}}}
- празеодим вытесняется из хлорида активными металлами:

{\displaystyle {\mathsf {2PrCl_{3}+3Ca\ {\xrightarrow {750-850^{o}C}}\ 2Pr+3CaCl_{2}}}}